# Saison 2003-2004 de la LHSMQ
Saison précédente Saison suivante
La saison LHSMQ 2003-2004 est la huitième saison de la Ligue de hockey senior majeur du Québec, ligue de hockey sur glace du Québec. Chacune des quatorze équipes joue cinquante parties. 
Il s'agit de la seule saison sous ce nom (LHSMQ) car la ligue décide de changer de nom pour Ligue nord-américaine de hockey (LNAH) la saison suivante.

## Saison régulière

### Classement des équipes
Les Dragons de Verdun remportent la saison régulière,.
| Équipe                       | PJ | V  | D  | DP | DF | BP  | BC  | Pts |
| ---------------------------- | -- | -- | -- | -- | -- | --- | --- | --- |
| Dragons de Verdun            | 50 | 36 | 12 | 1  | 1  | 281 | 189 | 74  |
| Mission de Saint-Jean        | 50 | 30 | 20 | 0  | 0  | 240 | 190 | 60  |
| Cousin de Saint-Hyacinthe    | 50 | 26 | 22 | 1  | 1  | 191 | 194 | 54  |
| Saint-François de Sherbrooke | 50 | 25 | 21 | 3  | 1  | 202 | 209 | 54  |
| Chiefs de Laval              | 50 | 24 | 24 | 0  | 2  | 194 | 209 | 50  |
| Royaux de Sorel              | 50 | 21 | 26 | 2  | 1  | 188 | 201 | 45  |
| Prédateurs de Granby (LHSPQ) | 50 | 19 | 26 | 3  | 2  | 193 | 255 | 43  |

| Équipe                       | PJ | V  | D  | DP | DF | BP  | BC  | Pts |
| ---------------------------- | -- | -- | -- | -- | -- | --- | --- | --- |
| Prolab de Thetford Mines     | 50 | 40 | 8  | 1  | 1  | 252 | 152 | 82  |
| Garaga de Saint-Georges      | 50 | 38 | 10 | 0  | 2  | 231 | 134 | 78  |
| Caron & Guay de Pont-Rouge   | 50 | 25 | 16 | 3  | 6  | 200 | 185 | 59  |
| Radio X de Québec            | 50 | 20 | 26 | 2  | 2  | 175 | 219 | 44  |
| Promutuel de Rivière-du-Loup | 50 | 18 | 25 | 4  | 3  | 162 | 234 | 43  |
| Paramédic de Saguenay        | 50 | 18 | 27 | 4  | 1  | 178 | 219 | 41  |
| Vikings de Trois-Rivières    | 50 | 10 | 36 | 2  | 2  | 143 | 240 | 24  |